# Peñaranda de Bracamonte
Peñaranda de Bracamonte é um município da Espanha na província de Salamanca, comunidade autónoma de Castela e Leão, de área 22,96 km² com população de 6510 habitantes (2007) e densidade populacional de 275,90 hab/km².

## Demografia
| Variação demográfica do município entre 1991 e 2004 | Variação demográfica do município entre 1991 e 2004 | Variação demográfica do município entre 1991 e 2004 | Variação demográfica do município entre 1991 e 2004 |
| --------------------------------------------------- | --------------------------------------------------- | --------------------------------------------------- | --------------------------------------------------- |
| 1991                                                | 1996                                                | 2001                                                | 2004                                                |
| 6375                                                | 6291                                                | 6262                                                | 6285                                                |